# Lagoa do Mato
Lagoa do Mato là một đô thị thuộc bang Maranhão, Brasil. Đô thị này có diện tích 1288,863 km², dân số năm 2007 là 9545 người, mật độ 7,41 người/km².